# Женская Лига чемпионов ЕКВ 2016/2017
17-й розыгрыш женской Лиги чемпионов ЕКВ (57-й с учётом Кубка европейских чемпионов) проходил с 18 октября 2016 по 23 апреля 2017 года с участием 30 клубных команд из 22 стран-членов Европейской конфедерации волейбола. Победителем турнира в 3-й раз в своей истории стала турецкая команда «Вакыфбанк» (Стамбул).

## Система квалификации
В отличие от предыдущих розыгрышей Лиги, в сезоне 2016/2017 года предусмотрен квалификационный раунд, заявить для участия в котором по одной команде получили возможность все страны-члены Европейской конфедерации волейбола. В квалификации разыгрываются 4 путёвки в групповой этап. 12 команд получают места в групповом этапе минуя квалификацию. Эти 12 мест распределены по рейтингу ЕКВ на 2016 год, учитывающему результаты выступлений клубных команд стран-членов ЕКВ в еврокубках на протяжении трёх сезонов (2012/2013—2014/2015). Согласно ему прямое представительство в Лиге получили клубы из 8 стран: Турция, Россия, Польша, Азербайджан (все по 2 команды), Франция, Италия, Германия и Швейцария (по 1 команде). После отказа от участия одного из двух представителей Польши вакантное место было передано Румынии (9-я позиция в клубном рейтинге).
Возможностью заявить по одной команде в квалификационный раунд воспользовались 18 стран: Турция, Россия, Польша, Франция, Италия, Чехия, Сербия, Финляндия, Украина, Словения, Израиль, Босния и Герцеговина, Белоруссия, Венгрия, Болгария, Черногория, Эстония, Косово.

## Команды-участницы

### Основной турнир
| Страна      | Команда                                |                                         |
| ----------- | -------------------------------------- | --------------------------------------- |
| Турция      | «Вакыфбанк» (Стамбул)                  | Чемпион Турции 2016                     |
| Турция      | «Фенербахче» (Стамбул)                 | 2-й призёр чемпионата Турции 2016       |
| Турция      | «Эджзаджибаши» (Стамбул)               | по итогам квалификации                  |
| Россия      | «Динамо» (Москва)                      | Чемпион России 2016                     |
| Россия      | «Уралочка-НТМК» (Свердловская область) | 2-й призёр чемпионата России 2016       |
| Россия      | «Динамо» (Краснодар)                   | по итогам квалификации                  |
| Польша      | «Хемик» (Полице)                       | Чемпион Польши 2016                     |
| Польша      | «Таурон» (Домброва-Гурнича)            | по итогам квалификации                  |
| Азербайджан | «Азеррейл» (Баку)                      | Чемпион Азербайджана 2016               |
| Азербайджан | «Телеком» (Баку)                       | 2-й призёр чемпионата Азербайджана 2016 |
| Франция     | «Сен-Рафаэль» (Сен-Рафаэль)            | Чемпион Франции 2016                    |
| Италия      | «Имоко Воллей» (Конельяно)             | Чемпион Италии 2016                     |
| Италия      | «Лю-Джо Нордмекканика» (Модена)        | по итогам квалификации                  |
| Германия    | «Дрезднер» (Дрезден)                   | Чемпион Германии 2016                   |
| Швейцария   | «Волеро» (Цюрих)                       | Чемпион Швейцарии 2016                  |
| Румыния     | «Альба-Блаж» (Блаж)                    | Чемпион Румынии 2016                    |

### Квалификация
| Страна               | Команда                         |                                   |
| -------------------- | ------------------------------- | --------------------------------- |
| Турция               | «Эджзаджибаши» (Стамбул)        | 3-й призёр чемпионата Турции 2016 |
| Россия               | «Динамо» (Краснодар)            | 3-й призёр чемпионата России 2016 |
| Польша               | «Таурон» (Домброва-Гурнича)     | по итогам чемпионата Польши       |
| Франция              | «Расинг Клуб де Канн» (Канны)   | 2-й призёр чемпионат Франции 2016 |
| Италия               | «Лю-Джо Нордмекканика» (Модена) | 2-й призёр чемпионата Италии 2016 |
| Чехия                | «АГЕЛ Простеёв» (Простеёв)      | Чемпион Чехии 2016                |
| Сербия               | «Визура» (Белград)              | Чемпион Сербии 2016               |
| Финляндия            | ХПК (Хяменлинна)                | Чемпион Финляндии 2016            |
| Украина              | «Химик» (Южное)                 | Чемпион Украины 2016              |
| Израиль              | «Маккаби Неве-Шаанан» (Хайфа)   | Чемпион Израиля 2016              |
| Босния и Герцеговина | «Бимал-Единство» (Брчко)        | Чемпион Боснии и Герцеговины 2016 |
| Белоруссия           | «Минчанка» (Минск)              | Чемпион Белоруссии 2016           |
| Венгрия              | «Линамар» (Бекешчаба)           | Чемпион Венгрии 2016              |
| Болгария             | «Марица» (Пловдив)              | Чемпион Болгарии 2016             |
| Черногория           | «Лука Бар» (Бар)                | Чемпион Черногории 2016           |
| Эстония              | «Кохила» (Кохила)               | Чемпион Эстонии 2016              |
| Словения             | «Кальцит» (Любляна)             | Чемпион Словении 2016             |
| Косово               | «Дрита» (Гнилане)               | Чемпион Косово 2016               |

## Система проведения розыгрыша
С квалификационного раунда в розыгрыше участвовали 18 команд. Во всех стадиях квалификации (всего три) применяется система плей-офф, то есть команды делятся на пары и проводят между собой по два матча с разъездами. Победителем пары выходит команда, одержавшая две победы. В случае равенства побед победителем становится команда, набравшая в рамках двухматчевой серии большее количество очков (за победу 3:0 и 3:1 даётся 3 очка, за победу 3:2 — 2 очка, за поражение 2:3 — 1, за поражение 1:3 и 0:3 очки не начисляются). Если обе команды при этом набрали одинаковое количество очков, то назначается дополнительный («золотой») сет, победивший в котором выходит в следующий раунд соревнований. Команды, победившие в матчах 3-го раунда квалификации вышли в основной турнир Лиги. Команды не прошедшие квалификацию получили возможность стартовать в розыгрыше Кубка ЕКВ.
Основной турнир состоит из предварительного этапа, плей-офф и финального этапа. На предварительном этапе 16 команд-участниц разбиты на 4 группы. В группах команды играют с разъездами в два круга. Приоритетом при распределении мест в группах является общее количество побед, затем число набранных очков, соотношение выигранных и проигранных партий, соотношение мячей, результаты личных встреч. За победы со счётом 3:0 и 3:1 команды получают по 3 очка, за победы 3:2 — по 2 очка, за поражения 2:3 — по 1 очку, за поражения 0:3 и 1:3 очки не начисляются. В плей-офф выходят победители и три команды из четырёх, имеющие лучшие показатели среди занявших в группах вторые места. Из числа команд, вышедших в плей-офф, выбирается хозяин финального этапа и допускается непосредственно в финальный раунд розыгрыша.
6 команд-участниц плей-офф 6 делятся на пары и проводят между собой по два матча с разъездами. Победителем пары выходит команда, одержавшая две победы. В случае равенства побед победителем становится команда, набравшая в рамках двухматчевой серии большее количество очков, система начисления которых аналогична применяемой на предварительном этапе. Если обе команды при этом набрали одинаковое количество очков, то назначается дополнительный («золотой») сет, победивший в котором выходит в финальный этап.
Финальный этап проводится в формате «финала четырёх» — полуфинал и два финала (за 3-е и 1-е места).
Жеребьёвка квалификационного раунда и предварительного этапа основного турнира прошла в Риме 9 июня 2016 года . По её результатам были сформированы 4 группы предварительного этапа основного турнира (в таблицах приведён состав групп с учётом результатов квалификации).
| Группа A                                                                             | Группа B                                                            |
| ------------------------------------------------------------------------------------ | ------------------------------------------------------------------- |
| «Хемик» Полице «Имоко Воллей» Конельяно «Телеком» Баку «Лю-Джо Нордмекканика» Модена | «Динамо» Москва «Волеро» Цюрих «Альба-Блаж» Блаж «Динамо» Краснодар |

| Группа С                                                                     | Группа D                                                                                        |
| ---------------------------------------------------------------------------- | ----------------------------------------------------------------------------------------------- |
| «Фенербахче» Стамбул «Азеррейл» Баку «Сен-Рафаэль» «Таурон» Домброва-Гурнича | «Вакыфбанк» Стамбул «Уралочка-НТМК» Свердловская обл. «Дрезднер» Дрезден «Эджзаджибаши» Стамбул |

## Квалификация

### 1-й раунд
18.10/22.10.2016
 «Дрита» (Гнилане) —  «Марица» (Пловдив)
18 октября. 0:3 (13:25, 11:25, 15:25).
22 октября. 0:3 (13:25, 18:25, 15:25).
 «Кохила» (Кохила) —  «Лука Бар» (Бар) 
18 октября. 3:1 (25:15, 22:25, 25:13, 25:21).
22 октября. 3:2 (18:25, 25:19, 18:25, 25:22, 15:13).

### 2-й раунд
1.11/5.11.2016
 «Минчанка» (Минск) —  ХПК (Хяменлинна) 
1 ноября. 3:1 (25:15, 25:18, 22:25, 25:19).
5 ноября. 0:3 (23:25, 16:25, 13:25). «Золотой» сет — 15:10.
 «Марица» (Пловдив) —  «Эджзаджибаши» (Стамбул)
1 ноября. 0:3 (13:25, 13:25, 19:25).
5 ноября. 0:3 (16:25, 15:25, 19:25).
 «Линамар» (Бекешчаба) —  «АГЕЛ Простеёв» (Простеёв)
1 ноября. 0:3 (21:25, 18:25, 23:25).
5 ноября. 3:2 (31:33, 21:25, 25:14, 29:27, 15:10).
 «Маккаби Неве-Шаанан» (Хайфа) —  «Таурон» (Домброва-Гурнича)
1 ноября. 1:3 (16:25, 20:25, 25:19, 22:25).
5 ноября. 0:3 (21:25, 19:25, 20:25).
 «Кальцит» (Любляна) —  «Лю-Джо Нордмекканика» (Модена)
1 ноября. 0:3 (19:25, 21:25, 22:25).
5 ноября. 1:3 (18:25, 25:23, 20:25, 13:25).
 «Бимал-Единство» (Брчко) —  «Расинг Клуб де Канн» (Канны)
1 ноября. 0:3 (8:25, 21:25, 16:25).
5 ноября. 1:3 (12:25, 25:22, 14:25, 18:25).
 «Кохила» (Кохила) —  «Визура» (Белград)
1 ноября. 2:3 (13:25, 25:16, 14:25, 25:17, 9:15).
5 ноября. 0:3 (20:25, 18:25, 15:25).
 «Химик» (Южное) —  «Динамо» (Краснодар)
1 ноября. 2:3 (17:25, 25:20, 25:23, 16:25, 5:15).
5 ноября. 2:3 (25:12, 27:29, 14:25, 25:23, 5:15).

### 3-й раунд
15.11/19.11.2016
 «Минчанка» (Минск) —  «Эджзаджибаши» (Стамбул)
15 ноября. 1:3 (22:25, 25:21, 11:25, 19:25).
19 ноября. 0:3 (14:25, 26:28, 19:25).
 «АГЕЛ Простеёв» (Простеёв) —  «Таурон» (Домброва-Гурнича)
15 ноября. 1:3 (25:13, 19:25, 19:25, 17:25).
19 ноября. 1:3 (19:25, 25:23, 19:25, 24:26).
 «Лю-Джо Нордмекканика» (Модена) —  «Расинг Клуб де Канн» (Канны) 
15 ноября. 3:0 (25:19, 25:23, 25:16).
19 ноября. 3:1 (26:24, 28:26, 23:25, 25:9).
 «Визура» (Белград) —  «Динамо» (Краснодар)
15 ноября. 3:2 (23:25, 25:21, 19:25, 25:19, 15:7).
19 ноября. 0:3 (18:25, 23:25, 23:25).

### Итоги
4 победителя 3-го раунда квалификации («Эджзаджибаши», «Таурон», «Лю-Джо Нордмекканика» и краснодарское «Динамо») вышли в основной турнир Лиги чемпионов. Все остальные команды, участвовавшие в квалификации, включены в розыгрыш Кубка ЕКВ.

## Предварительный этап
13 декабря 2016 — 28 февраля 2017

### Группа А
| М | Команда                       | 1       | 2       | 3       | 4       | И | В | П | С/П   | О  |
| - | ----------------------------- | ------- | ------- | ------- | ------- | - | - | - | ----- | -- |
| 1 | «Лю-Джо Нордмекканика» Модена |         | 3:2 2:3 | 3:1 3:0 | 3:0 3:1 | 6 | 5 | 1 | 17:7  | 15 |
| 2 | «Имоко Воллей» Конельяно      | 2:3 3:2 |         | 3:2 2:3 | 3:0     | 6 | 4 | 2 | 16:10 | 12 |
| 3 | «Хемик» Полице                | 1:3 0:3 | 2:3 3:2 |         | 3:0 3:1 | 6 | 3 | 3 | 12:12 | 9  |
| 4 | «Телеком» Баку                | 0:3 1:3 | 0:3     | 0:3 1:3 |         | 6 | 0 | 6 | 2:18  | 0  |

14.12: Имоко Воллей — Телеком 3:0 (31:29, 25:14, 25:22).
15.12: Хемик — Лю-Джо Нордмекканика 1:3 (21:25, 27:29, 25:21, 13:25).
10.01: Телеком — Хемик 0:3 (16:25, 21:25, 20:25).
12.01: Лю-Джо Нордмекканика — Имоко Воллей 3:2 (23:25, 26:24, 20:25, 25:23, 16:14).
25.01: Хемик — Имоко Воллей 2:3 (18:25, 25:14, 25:12, 14:25, 11:15).
25.01: Лю-Джо Нордмекканика — Телеком 3:0 (25:20, 25:16, 26:24).
8.02: Телеком — Лю-Джо Нордмекканика 1:3 (20:25, 25:23, 23:25, 22:25).
8.02: Имоко Воллей — Хемик 2:3 (25:23, 20:25, 20:25, 25:20, 8:15).
21.02: Хемик — Телеком 3:1 (21:25, 25:16, 25:13, 25:16).
22.02: Имоко Воллей — Лю-Джо Нордмекканика 3:2 (26:24, 19:25, 22:25, 25:21, 18:16).
28.02: Телеком — Имоко Воллей 0:3 (13:25, 9:25, 16:25).
28.02: Лю-Джо Нордмекканика — Хемик 3:0 (25:13, 25:18, 25:22).

### Группа B
| М | Команда            | 1       | 2       | 3       | 4       | И | В | П | С/П  | О  |
| - | ------------------ | ------- | ------- | ------- | ------- | - | - | - | ---- | -- |
| 1 | «Динамо» Москва    |         | 3:2     | 3:2 3:0 | 3:1     | 6 | 6 | 0 | 18:8 | 15 |
| 2 | «Волеро» Цюрих     | 2:3     |         | 3:1 3:0 | 3:0     | 6 | 4 | 2 | 16:8 | 14 |
| 3 | «Динамо» Краснодар | 2:3 0:3 | 1:3 0:3 |         | 3:1 0:3 | 6 | 1 | 5 | 6:16 | 4  |
| 4 | «Альба-Блаж» Блаж  | 1:3     | 0:3     | 1:3 3:0 |         | 6 | 1 | 5 | 6:15 | 3  |

13.12: Динамо (Кр) — Волеро 1:3 (15:25, 21:25, 27:25, 18:25).
14.12: Динамо (М) — Альба-Блаж 3:1 (23:25, 25:19, 25:21, 25:14).
11.01: Альба-Блаж — Динамо (Кр) 1:3 (23:25, 25:16, 19:25, 22:25).
12.01: Волеро — Динамо (М) 2:3 (17:25, 25:20, 25:22, 18:25, 11:15).
25.01: Динамо (М) — Динамо (Кр) 3:2 (25:11, 21:25, 19:25, 25:11, 15:10).
25.01: Альба-Блаж — Волеро 0:3 (21:25, 15:25, 16:25).
7.02: Динамо (Кр) — Динамо (М) 0:3 (19:25, 22:25, 25:27).
9.02: Волеро — Альба-Блаж 3:0 (25:17, 25:18, 25:17).
21.02: Динамо (Кр) — Альба-Блаж 0:3 (18:25, 18:25, 17:25).
22.02: Динамо (М) — Волеро 3:2 (25:19, 22:25, 20:25, 25:20, 15:12).
28.02: Волеро — Динамо (Кр) 3:0 (25:18, 25:23, 25:22).
28.02: Альба-Блаж — Динамо (М) 1:3 (21:25, 25:23, 16:25, 22:25).

### Группа C
| М | Команда                   | 1       | 2       | 3       | 4       | И | В | П | С/П   | О  |
| - | ------------------------- | ------- | ------- | ------- | ------- | - | - | - | ----- | -- |
| 1 | «Фенербахче» Стамбул      |         | 3:0     | 3:1 3:0 | 3:0     | 6 | 6 | 0 | 18:1  | 18 |
| 2 | «Азеррейл» Баку           | 0:3     |         | 3:1 3:2 | 3:1 3:0 | 6 | 4 | 2 | 12:10 | 11 |
| 3 | «Таурон» Домброва-Гурнича | 1:3 0:3 | 1:3 2:3 |         | 3:1 3:0 | 6 | 2 | 4 | 10:13 | 7  |
| 4 | «Сен-Рафаэль»             | 0:3     | 1:3 0:3 | 1:3 0:3 |         | 6 | 0 | 6 | 2:18  | 0  |

15.12: Азеррейл — Таурон 3:1 (25:21, 15:25, 25:22, 28:26).
15.12: Сен-Рафаэль — Фенербахче 0:3 (23:25, 21:25, 18:25).
10.01: Сен-Рафаэль — Таурон 1:3 (18:25, 15:25, 25:20, 22:25).
11.01: Фенербахче — Азеррейл 3:0 (25:12, 25:19, 25:9).
25.01: Таурон — Фенербахче 1:3 (23:25, 19:25, 25:22, 14:25).
25.01: Сен-Рафаэль — Азеррейл 1:3 (16:25, 21:25, 25:18, 20:25).
8.02: Фенербахче — Таурон 3:0 (25:15, 25:20, 26:24).
9.02: Азеррейл — Сен-Рафаэль 3:0 (25:20, 25:11, 25:11).
22.02: Таурон — Сен-Рафаэль 3:0 (25:19, 25:17, 25:15).
23.02: Азеррейл — Фенербахче 0:3 (19:25, 16:25, 22:25).
28.02: Фенербахче — Сен-Рафаэль 3:0 (27:25, 25:22, 25:21).
28.02: Таурон — Азеррейл 2:3 (24:26, 25:16, 22:25, 25:18, 10:15).

### Группа D
| М | Команда                           | 1       | 2       | 3       | 4       | И | В | П | С/П  | О  |
| - | --------------------------------- | ------- | ------- | ------- | ------- | - | - | - | ---- | -- |
| 1 | «Вакыфбанк» Стамбул               |         | 3:2 3:1 | 3:1     | 3:0     | 6 | 6 | 0 | 18:5 | 17 |
| 2 | «Эджзаджибаши» Стамбул            | 2:3 1:3 |         | 3:0 3:1 | 3:0 3:1 | 6 | 4 | 2 | 15:8 | 13 |
| 3 | «Уралочка-НТМК» Свердловская обл. | 1:3     | 0:3 1:3 |         | 3:1 1:3 | 6 | 1 | 5 | 7:16 | 3  |
| 4 | «Дрезднер» Дрезден                | 0:3     | 0:3 1:3 | 1:3 3:1 |         | 6 | 1 | 5 | 5:16 | 3  |

14.12: Вакыфбанк — Уралочка-НТМК 3:1 (18:25, 25:20, 25:16, 25:13).
14.12: Дрезднер — Эджзаджибаши 0:3 (17:25, 11:25, 21:25).
10.01: Эджзаджибаши — Вакыфбанк 2:3 (21:25, 21:25, 25:21, 25:20, 10:15).
10.01: Уралочка-НТМК — Дрезднер 3:1 (16:25, 25:17, 25:20, 25:16).
24.01: Уралочка-НТМК — Эджзаджибаши 0:3 (11:25, 24:26, 24:26).
25.01: Вакыфбанк — Дрезднер 3:0 (25:12, 25:16, 25:11).
8.02: Эджзаджибаши — Уралочка-НТМК 3:1 (25:16, 26:24, 25:27, 25:16).
8.02: Дрезднер — Вакыфбанк 0:3 (18:25, 11:25, 12:25).
22.02: Дрезднер — Уралочка-НТМК 3:1 (25:22, 25:20, 20:25, 25:19).
22.02: Вакыфбанк — Эджзаджибаши 3:1 (25:21, 25:14, 21:25, 25:15).
28.02: Эджзаджибаши — Дрезднер 3:1 (25:15, 19:25, 25:22, 25:18).
28.02: Уралочка-НТМК — Вакыфбанк 1:3 (19:25, 27:25, 20:25, 18:25).

### Итоги
По итогам предварительного этапа в плей-офф вышли победители групп («Лю-Джо Нордмекканика», «Динамо» Москва, «Фенербахче», «Вакыфбанк») и три лучшие команды из числа занявших в группах вторые места («Имоко Воллей», «Волеро», «Эджзаджибаши»). Хозяином финального этапа выбран итальянский «Имоко Воллей», получивший прямой допуск в финал четырёх, который пройдёт в Тревизо (Италия)

## Плей-офф
21—23 марта/ 4—6 апреля 2017.
 «Эджзаджибаши» (Стамбул) —  «Фенербахче» (Стамбул)
23 марта. 2:3 (25:16, 22:25, 19:25, 25:21, 12:15).
4 апреля. 3:1 (29:31, 25:14, 27:25, 25:23).
 «Волеро» (Цюрих) —  «Вакыфбанк» (Стамбул)
23 марта. 1:3 (25:15, 20:25, 17:25, 21:25).
5 апреля. 1:3 (25:22, 21:25, 16:25, 22:25).
 «Лю-Джо Нордмекканика» (Модена) —  «Динамо» (Москва)
22 марта. 0:3 (22:25, 13:25, 13:25).
5 апреля. 0:3 (20:25, 19:25, 21:25)

## Финал четырёх
22—23 апреля 2017.  Тревизо.
Участники:
 «Имоко Воллей» (Конельяно) 
 «Динамо» (Москва)
 «Вакыфбанк» (Стамбул)
 «Эджзаджибаши» (Стамбул)

### Полуфинал
22 апреля
 «Вакыфбанк» —  «Эджзаджибаши»
3:0 (25:20, 26:24, 25:22)
 «Имоко Воллей» —  «Динамо» (Москва) 
3:1 (25:18, 25:15, 15:25, 27:25)

### Матч за 3-е место
23 апреля
 «Эджзаджибаши» —  «Динамо» (Москва)
3:1 (25:19, 19:25, 25:23, 25:22)

### Финал
| 23 апреля 2017 | \| «Вакыфбанк» (Стамбул) \| 3:0 cev.lu \| «Имоко Воллей» (Конельяно) \| \| Наз Айдемир-Акйол (4) Кимберли Хилл (11) Милена Рашич (3) Лоннеке Слютьес (14) Чжу Тин (22) Кюбра Акман-Чалышкан (4) Хатидже-Гизем Орге (либеро) Гёзде Кырдар \| Голы \| Рафаэла Фолье (7) Катажина Скорупа (2) Келси Робинсон (7) Анна Данези (3) Николь Фосетт (5) Серена Ортолани (12) Моника Де Дженнаро (либеро) Офелия Малинов Каролина Костагранде (3) Элиза Челла \| | Тревизо PalaVerde 4830 зрителей |
| Счёт по партиям — 25:19, 25:13, 25:23. Время матча — 1 час 24 минуты. Судьи: Эпаминондас Геротодорос, Войцех Марошек.                                         | | |
| «Вакыфбанк» (Стамбул) | 3:0 cev.lu | «Имоко Воллей» (Конельяно) |
| Наз Айдемир-Акйол (4) Кимберли Хилл (11) Милена Рашич (3) Лоннеке Слютьес (14) Чжу Тин (22) Кюбра Акман-Чалышкан (4) Хатидже-Гизем Орге (либеро) Гёзде Кырдар | Голы | Рафаэла Фолье (7) Катажина Скорупа (2) Келси Робинсон (7) Анна Данези (3) Николь Фосетт (5) Серена Ортолани (12) Моника Де Дженнаро (либеро) Офелия Малинов Каролина Костагранде (3) Элиза Челла |

### Итоги

#### Положение команд
| «Вакыфбанк» (Стамбул)      |
| «Имоко Воллей» (Конельяно) |
| «Эджзаджибаши» (Стамбул)   |
| 4. «Динамо» (Москва)       |

#### Призёры
«Вакыфбанк» (Стамбул): Хатидже-Гизем Орге, Гёзде Кырдар, Джансу Озбай, Чжу Тин, Кюбра Акман, Айше-Мелис Гюркайнак, Айча Айкач, Лоннеке Слютьес, Наз Айдемир, Озгенур Юртдагюлен, Мелис Дурул, Кимберли Хилл, Милена Рашич, Джансу Четин. Главный тренер — Джованни Гуидетти.
  «Имоко Воллей» (Конельяно): Серена Ортолани, Келси Робинсон, Офелия Малинов, Элиза Челла, Рафаэла Фолье, Катажина Скорупа, Сильвия Фьори, Моника Де Дженнаро, Анна Данези, Каролина Костагранде, Николь Фосетт, Дженни Барацца. Главный тренер — Давиде Маццанти.
  «Эджзаджибаши» (Стамбул): Гизем Ашчи, Гюльден Кузубашиоглу, Тияна Бошкович, Симге-Шебнем Акёз, Ханде Баладын, Рэйчел Адамс, Бюшра Кылычлы, Джордан Ларсон, Нилай Оздемир, Гёзде Йылмаз, Татьяна Кошелева, Джейлан Арысан, Неслихан Демир-Гюлер, Майя Огненович. Главный тренер — Массимо Барболини.

#### Индивидуальные призы
| - MVP Чжу Тин («Вакыфбанк») - Лучшая связующая Наз Айдемир («Вакыфбанк») - Лучшие центральные блокирующие Милена Рашич («Вакыфбанк») Рэйчел Адамс («Эджзаджибаши») | - Лучшая диагональная нападающая Лоннеке Слютьес («Вакыфбанк») - Лучшие нападающие-доигровщики Келси Робинсон («Имоко Воллей») Кимберли Хилл («Вакыфбанк») - Лучшая либеро Моника Де Дженнаро («Имоко Воллей») |